# جاستین اسمتورست
جاستین اسمتورست (انگلیسی: Justine Smethurst؛ زادهٔ january 1987) ورزشکار بیسبال اهل استرالیا است.
وی در مسابقات کشوری و بین‌المللی در مجموع برندهٔ ۱ مدال برنز شده‌است.